# NGC 7180
NGC 7180 (również PGC 67890) – galaktyka soczewkowata (S0), znajdująca się w gwiazdozbiorze Wodnika. Odkrył ją William Herschel 11 września 1787 roku.